# Kaple Korunování Panny Marie (Niměřice)
Kaple Korunování Panny Marie v Niměřicích je sakrální stavba nacházející se na okraji obce Niměřice samostatně v poli jižně od niměřického zámku. Duchovní správou spadá pod Strenice, která je součástí farní kolatury mladoboleslavského arciděkanství. Kaple je chráněna jako kulturní památka.

## Popis

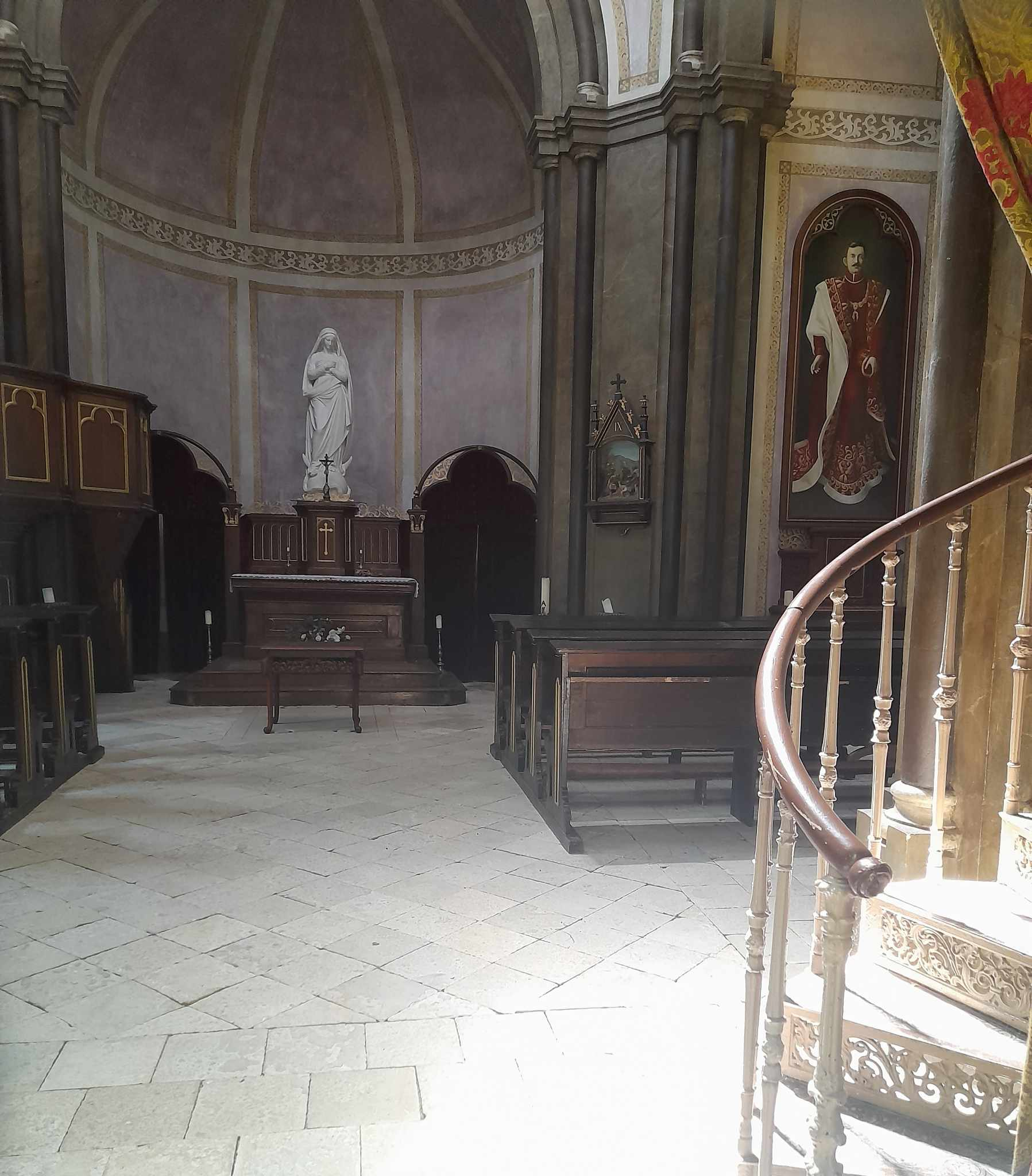
Interiér kaple (na bočním oltáři obraz bl. Karla Rakouského)

Jedná se o neorománskou stavbu z roku 1864. Stavba je oktogonální centrála se 4 krátkými rameny a střední převýšenou částí. Střecha je jehlancová a je krytá plechem. Fasády jsou hladce omítané, nároží z lícového kamene a římsa je členěna obloučky. Okna v kamenném ostění jsou obloukově zakončena. Jsou zdobená kružbou a sloupkem. Rameno obrácené k cestě na severovýchodě je otevřeno vstupním ústupkovým portálem, nad kterým je umístěn erb. Lucerna je zaklenuta kupolí na pendantivech. Uvnitř má kvalitní výmalbu od A. Königa. Byla v ní instalována mramorová socha P. Marie od Václava Levého, kterou pořídila roku 1856 hraběnka Marie Is. Thurn-Taxisová. Socha byla umístěna do Národní galerie v Praze.
V okolí kaple je travnatá plocha s upraveným pevným chodníkem pro vstup. Celá plocha je lemována vzrostlými stromy a souvislým porostem keřů.